# 1812 au Nouveau-Brunswick
Chronologie du Nouveau-Brunswick
- 1808
- 1809
- 1810
- 1811
- 1812
- 1813
- 1814
- 1815
- 1816

Cette page concerne des événements d'actualité qui se sont produits durant l'année 1812 dans la colonie du Nouveau-Brunswick.

## Événements
- Fondation du district de services locaux Pokemouche par Gilbert Duke et John Tophem d'origine d'Angleterre. Il fait partie de la paroisse d'Alnwick, dans le comté de Northumberland.
- George Stracey Smyth est commandant des troupes lors de la guerre anglo-américaine de 1812.

## Naissances
- 20 janvier : Richard Hutchison, député.
- 18 novembre : John Wallace, député

## Décès
- 14 septembre : Amos Botsford, homme politique